# Južna Koreja
Južna Koreja, uradno Republika Koreja (korejsko 대한민국, hanja 韓民國, Daehan Minguk), je država, ki leži na južni strani Korejskega polotoka v Vzhodni Aziji. Glavno mesto je Seul. Južna Koreja na severu meji na Demokratično Ljudsko republiko Korejo (DLRK).
Južna Koreja je članica številnih mednarodnih organizacij, med drugim OECD in G-20, je pa tudi ustanovna članica APEC in Vzhodnoazijskega Vrha (East Asia Summit). Zaradi visoke gospodarske rasti, razvoja in izvozno usmerjenega gospodarstva predvsem med letoma 1960 in 1990 je pogosto imenovana kot eden od »Azijskih tigrov«. Pogosto ta prehod izražamo z besedno zvezo »Čudež na reki Han«. Trenutno je Koreja še vedno uvrščena visoko na tabeli mednarodne izmenjave, saj je na 11. mestu. Glede na podatke s katerimi razpolagata Svetovna banka in IMF pa je uvrščena glede na kupno moč posameznega prebivalca oziroma BDP na prebivalca na 12. mesto s 31.396 $.
Politični sistem je tako kot v večini ostalih državah razdeljen na 3 veje oblasti, to so izvršna, zakonodajna in sodna oblast. Predsednik Južne Koreje ima najvišjo izvršilno oblast, med drugim pa ima pooblastila, da imenuje visoke državne urednike, tudi predsednika vlade. Od leta 1987 ga prebivalci na demokratičnih volitvah volijo za 5 let. Parlament Koreje je enodomen, poslanci pa so izvoljeni za 4 leta v kombinaciji voljenja v posameznih volilnih okrajih in s proporcionalnim sistemom. Sodna oblast je ločena od ostalih dveh, njen najvišji organ pa je Vrhovno sodišče Južne Koreje. Obstaja tudi Ustavno sodišče, katere namen pa je varovanje ustave in skrb za zagotavljanje osnovnih pravic državljanom. 
Kot sestavni del demokratičnih volitev, ima tudi Južna Koreja večstrankarski sistem. Največji del političnega prostora predstavljajo desne nacionalistične stranke in leve demokratične stranke. 
Korejski polotok je bil naseljen že v zgodnjem paleolitiku. Prvo kraljestvo Gojoson je omenjeno v kitajskih zapisih in sicer že v 7. stoletju pr. n. št. Sledila je združitev v Tri kraljestva Koreje in kasneje v Združeno Silo in Balhae v poznem 7. stoletju. Koreji sta vladali tudi dinastija Gorjo (918–1392) in dinastija Čoson (1392–1897). Nasledilo ju pa ju je Korejsko cesarstvo (1897–1910). 
Zatem je sledilo obdobje, ko je Japonska priključila Korejo v Japonsko cesarstvo. Japonska nadoblast se je končala s kapitulacijo Japonske v 2. svetovni vojni po kateri je Koreja končala razdeljena v 2 coni; Sovjetska civilna cona na severu in Ameriška vojaška vlada v Koreji na jugu. Po padcu pogajanj o združitvi Koreje sta nastali dve državi; avgusta 1948 Republika Koreja in naslednji mesec še Demokratična Ljudska republika Koreja. 
Leta 1950 je operacija Pokpoong (korejsko 폭풍 작전 Pugpong Džagdžon) zanetila Korejsko vojno. V njej so sodelovali Združene Države Amerike in Združeni narodi, obe sta podpirali Republiko Korejo. Medtem pa je sever podpirala Sovjetska zveza, vključno z intervencijo Kitajske. Leta 1953 se je vojna končala, državi pa sta podpisali Korejski dogovor o premirju. V Južni Koreji je nato sledilo obdobje visokega gospodarskega razvoja, uvedba planskega gospodarstva, visoke industrializacije in uvedbo izvozno usmerjene industrializacije. Danes je Južna Koreja visoko razvita država z dolgo življenjsko dobo prebivalstva, najhitrejšim internetom na svetu in uspešnim trženjem v svetu s popularno kulturo znano kot K-pop ali Korejski pop.

## Etimologija oziroma izvor imena
Republika Koreja trdi, da je edini sistem na Korejskem polotoku, ki je upravičen do uporabe imena Koreja, ki izhaja iz imena za Tri kraljestva Koreje. Medtem pa je z imenom Demokratična Ljudska republika Koreja mišljena Severna Koreja. Obe državi pa trdita, da sta edini zakoniti sistem na Korejskem polotoku.
Ime Koreja je izpeljanka iz imena Gorjeo. To je bilo prvotno uporabljeno s strani antičnega kraljestva Kogurjo, ki so jo za čas 5. stoletja šteli kot velesilo Vzhodne Azije. Kraljestvo Korjo iz 10. stoletja je nasledilo Kogurjo in tako podedovalo njegovo ime, katerega so arabski in perzijski trgovci izgovarjali kot Koreja. Ime koreja se na portugalskih zemljevidih iz leta 1568, ki jih je sestavil João vaz Dourado, pojavlja kot Conrai. Na zemljevidih Teixeire Albernaza iz leta 1630 pa se že pojavlja kot Koreja (Corea). 
Kraljestvo Korjo so zahodne civilizacije spoznale prvič, ko je leta 1511 Alfonso de Albuquerque osvojil Melako in opisal ljudstva, ki so trgovala s tem delom sveta in bila poznana Portugalcem pod imenom Gores. Kljub soobstoju izgovarjav imen Corea in Koreja, nekateri Korejci menijo, da je Japonska v 19. stoletju v času okupacije Koreje namerno poenotila korejsko pisavo, da bi bila na prvem mestu po abecedi pred Korejo.

## Geografija
Južna Koreja je gorata država na jugu Korejskega polotoka in ima kar nekaj velikih rek kot so na primer: Han, Nakdong in Geum.
Večje nižine se pojavljajo na zahodu, medtem ko je vzhodni del izjemno razčlenjen, gorat z le nekaj majhnimi nižinami. Na jugu polotoka, nekoliko vzhodno od mesta Pusan leži otok Cušima, med kopnim in otokom pa izjemno pomemben Korejski preliv, tudi Cušimski preliv. Najvišja gora na otoku Čedžu se imenuje Hallasan. Večina površja sicer izhaja iz predkambrija, ampak v Južni Koreji lahko najdemo tudi vulkanske otoke kot sta otok Čedžu in otok Ulleung.

### Topografija
Polovica Korejskega polotoka je sestavljenega iz metamorfnih kamnin iz predkambrija. Razširjene so v več masivih, najpomembnejši so: Hambuk, Gyeonggi in Sobaek. Razvijati so se začeli pred več kot 600 milijoni let in kažejo, da je Korejski polotok, čeprav bi bil takrat videti povsem drugače, obstajal že v obdobju paleozoika in pred njim. Kotlino med masivoma Hambuk in Pjongbuk je v paleozoiku prekrilo morje, ki je za sabo pustilo plast sedimentnih kamnin. Razvilo se je precej sedimentnih bazenov najpomembnejši v provinci Pjongan kjer so najpomembnejši rudniki premoga. 
Gorovje Tebek, ki se razprostira na vzhodnem delu polotoka, tvori padavinsko ločnico v državi. Iz gorovja se odcepi še več manjših gorskih verig v smeri severovzhod - jugozahod. 
Nižine se predvsem pojavljajo tam kjer tečejo velike že prej omenjene reke, specifično v njihovih spodnjih tokovih. To je prostor kjer se organizirajo velika mestna središča in riževa polja. Na zahodu kjer Južna Koreja meji na Rumeno morje se dogaja eno najbolj izrazitih plimovanj na svetu na katerega vpliva tudi razčlenjena obala polotoka. Na merski točki v mestu Inčon blizu Seula je zabeležena kar 9 metrska razlika v času plimovanja morja.

### Podnebje
Južna Koreja ima relativno hladne in suhe zime, ter vroča in vlažna poletja. Ker je blizu celinski Aziji to zelo vpliva na podnebje na polotoku. Ta lega povzroča vzhodnoazijske monsune (sezonske vetrove). Poletni monsunski sistem v Aziji (korejsko 장마 Čangma) se v Južni Koreji začne v poznem juniju, nato se počasi začne premikati proti severu. Ta dež ali monsun prinese s sabo ogromne količine dežja in močne poplave, ki vodijo v velike naravne katastrofe. Najhladnejši mesec je januar, najtoplejši pa avgust, medtem ko je največ vlage v ozračju že julija. Marca in aprila, ko se uradno že začne pomlad je polotok pod močnim vplivom t.i. azijskega prahu (korejsko 황사 Hwangsa). Ta prah prinese močan veter, ki na poti ustvarja prašne nevihte in nastane v puščavi Gobi na skrajnem zahodu Kitajske, Kazahstana in Mongolije. Gre za izjemno močne prašne nevihte, ki lahko kdaj dosežejo tudi Združene države Amerike.

## Politika Južne Koreje
|                                        |                                             |
| Yoon Suk-yeol Predsednik (suspendiran) | Han Duck-soo Predsednik vlade (suspendiran) |

Trenutni predsednik Južne Koreje je Yoon Suk-yeol, ki je 13. predsednik po vrsti od nastanka Republike Koreje v letu 1948. Prvi, ki je nastopil mandat pa je bil Syngman Rhee. Ustava Južne Koreje je bila prav tako ratificirana in sprejeta v letu 1948, na ta dan se tudi praznuje državni praznik povezan s sprejetjem ustave. Ta ustava vsebuje podobne člene kot vse druge ustave po svetu in se dotika gospodarske politike (kjer določa liberalno demokracijo kot temeljni način upravljanja države in zavezuje starše, da obvezno vpišejo otroke v šole in se zavzemajo za obrambo države in plačevanje davkov. 
Predsednik Južne Koreje predstavlja izvršno oblast in mora po ustavi biti izvoljen na neposrednih, tajnih volitvah s strani svobodnega ljudstva. Njegov mandat traja 5 let in ne more biti izvoljen ponovno. 
Državni zbor Južne Koreje je enodomni zakonodajni organ, ki ga sestavlja 253 poslancev izvoljenih v volilnih enotah in 47 poslancev izvoljenih po proporcionalnem sistemu. 
Sodno oblast predstavljajo vrhovno sodišče, pritožbena sodišča, okrožna sodišča, družinska sodišča, upravna sodišča in druga. Vrhovni sodnik je imenovan s strani predsednika in soglasjem Državnega zbora. Njegov mandat traja 6 let.

### Lokalna uprava in administracija
Z zakonom o lokalni upravi je Južna Koreja sprejela celovit sistem delitve na nižjo in višjo raven enot. Višjo raven predstavlja 17 enot (posebno mesto Seul, šest metropol, osem provinc in posebna samoupravna provinca Čedžu). Nižjo raven pa predstavlja 226 enot: 75 mest (korejsko 시 Si), 82 okrajev (korejsko 군 Gun) in 69 okrožij (korejsko 구 Gu).

## Zgodovina

### Neolitik

#### Čulmun
V času neolitika na Korejskem polotoku poznamo dve pomembni kulturi Čulmun in Mumun, ki ju prepoznamo predvsem po keramiki. Kultura Čulmun ali Džulmun traja od okoli leta 8000 pr. n. št. do leta 1500 pr. n. št. Veliko najdišč priča o tem, da je bila to ena izmed prvih regij vključno z Kitajsko in Japonsko kjer so izdelovali keramično posodo in med prvimi kultivirali proso. Kultura je bila razširjena predvsem na jugu polotoka, medtem ko je na sever segala le v nekaterih pasovih. Najpomembnejše za prehranjevanje je bil lov in nabiralništvo, medtem ko je zaradi dolge obale na življenje odločno vplival ribolov. To relativno dolgo obdobje je izpodrinila nova kultura Mumun, ki je v marsičem drugačna od kulture Čulmun (gojenje prosa in kompleksnejša keramika).

#### Mumun
Obdobje Mumun delno sovpada z obdobjem Jajoi na Japonskem. Verjame se, da so bili ljudje, ki so prišli na Japonsko dejansko iz juga Korejskega polotoka. Pri obeh kulturah lahko govorimo o pojavu drugačnih tehnikah gojenja riža (tj. mokra riževa polja) in o kompleksnejši keramiki. Daleč največ dolmenov je bilo najdenih v Koreji kjer je bil to nov način pokopa elit. Sedež poglavarja kulture naj bi bil na pomembnem najdišču Songuk-ri. Domneva se, da se je povečalo vojskovanje v poznem obdobju kulture Mumun, ko so v naselbinah vidna močna obzidja.

### Antična Koreja

#### Dinastija Gojoson
Glede na korejsko mitologijo o ustanovitvi se zgodovina Koreje začne z ustanovitvijo Čosona (znanega tudi kot Gojoson ali Stari Čoson, da se loči od dinastije iz 14. stoletja) leta 2333 pr. n. št. s strani legendarnega Danguna.
Dinastija Gojoson (korejsko 고조선 Gojoson) je bila prva korejska dinastija nastala v letu 2332 pr. n. št. To je bilo 25. leto vladavine cesarja Jao na Kitajskem. Ustanovitelj dinastije Vhanung se je z 3000 duhovnimi spremljevalci spustil na goro Tabak (Mjohjangsan) kjer se je pod drevesom paktal razglasil za kralja vesolja. Na gori Tebek je zgradil mesto in ljudi naučil kmetovanja in življenja v sožitju z drug drugim. Ob iskanju reinkarnacije je našel naslednjo pot. Ob zgodnjem mraku sta se na gori dobila tiger in medved. Vhanung jima je o vprašanju kako postaneta človeka dejal: »pojdita v jamo in se izogibajta svetlobe skupaj tri tedne. Pred tem je vsakem od njiju dal 20 česnov in eno artemzijo. Tiger, ki zaradi svoje narave divjosti jame ni prenesel, je iz jame prišel kaj kmalu. Medved, ki je s svojo potrpežljivostjo počakal v jami tri tedne pa je prišel iz jame kot popolna ženska. Prva želja ženske je bilo materinstvo. Ob sedenju ob potoku je zajokala in kralj Vhanung jo je obkrožil in že je v rokah držala otroka. To je bil Dangun. Z ustanovitvijo mesta Pjongjang je Dangun dobil prestolnico in vladal državi vse do prihoda kralja Kija (1122 pr. n. št.). V sami legendi je veliko povezav s Kitajsko, saj se med drugim omenjajo cesar Jao in cesar Ju. Oba sta Kitajska legendarna cesarja. Cesar Ju je ukrotil vodovja in nato sklical svoje vazalne kralje, med drugim je Dangun poslal svojega sina kot odposlanca. Iz obdobja dinastije Dangun ni ostalo veliko kulturne dediščine. Najbolj pomembna in znana kulturna dediščina je Dangunov oltar ali oltar Čamsung (mesto, ki je 80 kilometrov iz Seula in se ponaša tudi z gradom Samnang, ki naj bi ga zgradili sinovi kralja Danguna.

#### Obdobje Kija
Kralj Kija (korejsko 기자 Gija; hanja 箕子, Jizi ali Qizi) je bil kitajskega porekla, sin sina kitajskega kralja Vuji-ja dinastije Šang. V Korejo je prišel s kitajskimi begunci, ki so s sabo prinesli in Korejcem predstavili riž in ječmen. Kija je v Korejo prinesel zakonik, ki je veleval usmrtitev morilcev. Prinesel je tudi pisavo, ter za Korejo značilen klobuk kat, ki ima širok rob in raven vrh.
Kija se je naselil v že ustanovljeni prestolnici Pjongjang. Koreja je bila pod njegovim vodstvom samostojna. Razmeroma homogenizirano kraljestvo je kot že omenjeno imelo razvit jezik in komunikacijo med njenimi deli in razmeroma vidne meje njegovega kraljestva. Ob prihodu je s kraljem Kijo prišlo 5000 ljudi, ki so učili Korejce več kot 1000 različnih spretnosti (gojenje svile in tkanje). Kija je prav tako iz različnih okrožij vpoklical veliko moških, ki jih je izobrazil za delo v javnih uradnih službah. Naučil se je govoriti korejščine in ustvaril pisavo s katero so se Korejci učili znanosti, ki jih je pripeljal s seboj. 
Vsaka ara zemlje je bila spremenjena v kvadrat in ta kvadrat v še 9 enakih delov. Vsak, ki je skrbel za osem delov je moral še za blagor vlade skrbeti za 9., centralnega.

#### Obdobje Viman
Ustanovitev dinastije Han na Kitajskem je povzročilo številne pretrese in v Gojoson pripeljalo veliko beguncev, tudi kralja Vimana. Kralj Jun, ki je takrat vladal je Vimanu dovolil postati vojaški poveljnik v dinastiji Gojoson. Utrditi je moral severozahodno mejo države. Namesto, da bi ubogal kralja, je izvedel državni udar in se postavil za kralja Gojoson. V času vladanja je osvojil vsa ljudstva, ki naj bi jih premagal ob prej omenjenem utrjevanju. Kralj Ugu, pravnuk Kralja Vimana ni poznal pradedove taktike, zaradi česar je pretrgal vse vezi z dvorom dinastije Han. Kitajski cesar se s tem ni mogel sprijazniti, zato je poslal odposlance z odpravo. Kralj Ugu še vedno ni poslušal nasvetov za ponovno vzpostavitev odnosov s Kitajsko. Ob ponovni vrnitvi poveljnika oziroma odprave, ko ni prinesel darila kralju je bil poveljnik ubit. V jeseni leta 107 pr. n. št. sta dva Kitajska poveljnika začela odpravo zavzetja Koreje. Ugu je bil pripravljen a se je vojna nadaljevala v visoka gorovja Koreje. Kralj je bil prestrašen in je odnehal z vojno, saj je vedel, da bo še bolj razjezil cesarski dvor. Za kazen je moral priznati vse svoje grehe in poslati svojega sina na Kitajsko in 5000 konj. Kitajska poveljnika sta med temi dogodki zbirala močno vojsko. Ko sta prišla v glavno mesto - Pjongjang nista doživela nobenega odpora in pričela z obleganjem. Korejski kralj je sicer poslal odposlanca a je ta bil ubit na Kitajskem. 

#### Komende dinastije Han v Koreji in propad dinastije Gojoson
Po bojih, ki jih je cesar Vu pričel proti dinastiji Gojoson in kralju Vimanu, se je ozemlje prejšnje države Gojoson razdelilo med več poveljnikov, ki so dobili v oblast komende. V nekaj desetletjih so tri komende padle in se umaknile proti zahodu. Osrednja komenda, Lelang pa je ostala v Koreji. V Lelangu so živeli kitajski kolonizatorji in uradniki. Mesto je bilo urejeno po vzoru kitajskih. Že prej znana dinastija Jin je nasdzorovala komendo Lelang, ki pa je bila leta 313 zavzeta s strani nove dinastije Gogurjo.

### Ustanovitev treh Kraljestev (Sila, Gogurjo, Pekče (Baekje))
Še v času Gojosona so se na tem področju razvile plemenske zveze, ki so se raztezale vse od porečja reke Sungari (hanja 松花江, Songhua Jiang) na Korejski polotok in tvorile lige in plemenske federacije. Iz teh zvez so nastale države Gogurjo, Pekče in Sila. Glede na legende naj bi leta 37 pr. n. št. Čumo ustanovil Gogurjo, 18 pr. n. št. Onjo ustanovil Pekče in 57 pr. n. št. Pak Hjokgose ustanovil Silo.
Gogurjo je bilo prvo kraljestvo, ki se je kot samostojna država utrdilo in ob koncu 1. stoletja začelo širiti svoje ozemlje. Kralj Mičeon, vodilna oseba v kraljestvu je do 4. stoletja že izgnal komende dinastije Han. Leta 372 je Gogurjo pod kraljem Sosurimom sprejel budizem in vzpostavil konfucijansko šolo Tehak (korejsko 국학 Gukhak, Hanja:國學 Guoxue), nato je Gvangeto Veliki, sin kralja Sosurima pregnal Kitane iz južne Mandžurije in tako razširil svojo državo in pomagal zaščitit kraljestvo Sila pred napadalci Vako. Wako so bili tako japonski kot tudi kitajski, korejski in portugalski pirati, ki so preplavili morja Vzhodne Azije vse od Koreje do Indonezije.
Kot že omenjeno je Pekče leta 18 pr. n. št. ustanovil Onjo, v kraljestvu so skupaj živeli prebivalci iz Bujeo in Gogurjo in živeli ob reki Hangang. Pekče je do srede 3. stoletja prevzel popoln nadzor nad območji ob reki Hangang in vzpostavil napreden sistem s prilagoditvami na kitajsko kulturo. Do srede 4. stoletja je kralj Geunčogo zasedel Mahan (skrajni jugozahodni del Korejskega polotoka), medtem se je na severu spopadal z kraljestvom Gogurjo, da bi prevzel nadzor nad današnjo provinco Hvanghe-do (danes skrajni jugozahodni del Severne Koreje). Obenem so Pekče nadzorovale tudi kraljestvo Gaja na jugu. 
Medtem je Sila izvirala iz Saroguk, kjer je bila ena izmed manjših držav konfederacije Jinhan (skrajni jugovzhodni del Korejskega polotoka). Prestol v tem kraljestvu so zavzemali ljudje s priimki Park, Seok in Kim. V zgodovini je kraljestvo večinoma zavzemalo prostor vzhodno od reke Nakdongang, torej vse kar je danes vzhodneje od mesta Pusan. Kot že omenjeno je v 4. stoletju država bila pod vpadi napadalcev oziroma piratov Vako, zato je pod kraljem Naemulom dovolila vojakom iz Gogurjo nastanitev na njihovem ozemlju. S temi stiki je preko Gogurjo prevzela kitajsko kulturo. Ob spodnjem toku reke Nakdongang kjer je nastala konfederacija Gaja je imela v tistem času vodilno vlogo, saj je razvila železnodobno kulturo, zgodaj začela gojiti riž in dejavno trgovati s kraljestvom Va na Japonskem kot tudi eno izmed komend dinastije Han - Lelangom.

### Združitev treh kraljestev pod kraljestvom Sila
V 5. stoletju je Gogurjo doživel največje ozemeljske širitve pod kraljem Jangsujem, ki je bil sin kralja Gvangeta. Okoli leta 427 je prestavil svojo prestolnico v Pjongjang in okupiral Hansong (današnji Seul), takratno prestolnico kraljestva Sila. Tako je razširil svoje kraljestvo vse do juga današnje province Gjeongi-do, to kraljestvo pa lahko razumemo kot ogromen imperij, ki je obsegal ozemlja vse od Mandžurije do Korejskega polotoka in je prevladal kot velesila v Vzhodni Aziji. 
Pekče so leta 475 po prepustitvi območij okoli reke Hangang, svojo prestolnico prestavil v današnji Gongju (takrat Ungjin). Sila, na drugi strani je reformirala politični sistem med vladavino kralja Jijeunga in tudi reorganizirala administrativno ureditev, vključno z glavnim mestom. Kralj Bofung je vzpostavil centralizirano državo in objavil zakonik s katerim je določil pravila oblačenja in sprejetje budizma kot uradne državne religije. Kralj Jinheung je znatno razširil ozemlje kraljestva Sila in od Pekčeja prevzel ozemlja okoli reke Hangang, osvojil mestno državo Daegaja znotraj konfederacije Gaja in pridobil območja okoli reke Nakdongang in razširil svoje ozemlje vse do mesta Hamheung na vzhodni obali.
Med tem časom je kitajska dinastija Sui že združila celotno Kitajsko in leta 612 mobilizirala več 300 tisoč vojakov za napad na kraljestvo Gogurjo. Sledila je bitka pri Salsu kjer je general Eulji Mundeok iz kraljestva Gogurjo močno premagal občutno številčnejšo vojsko dinastije Sui. Zaradi velikih izgub, ki so jih kitajski dinastiji povzročili Korejci je ta leta 618 propadla in nova dinastija Tang je prevzela oblast na Kitajskem. Tudi vsak poskus dinastije Tang, da bi zavzela Gogurjo je propadel. Medtem so Pekče večkrat nenapovedano vpadal na ozemlje Sile, zato je z neuspešnim zavezništvom z Gogurjom, Sila podpisala zavezništvo s kitajsko dinastijo Tang in vdrla na ozemlje Pekč. Ker sta obe sili prodrli v Pekče iz dveh smeri se je le-ta leta 660 predala. Osem let kasneje je padel tudi Gogurjo zaradi izčrpavajoče vojne proti koalicijskim silam Sila-Tang. Kitajska dinastija Tang je s tem sodelovanjem okrepila svojo vlogo na Korejskem polotoku in ustanovila poveljstva Ungjin (Pekče) in Gjerim (Sila), da bi nadzorovala dogajanje na polotoku. 
Medtem je Sila že razdrla zavezništvo z dinastijo Tang in proti njej vodila vojno, ki je bila odločena v pomorski bitki pri Gibeolpu in pregnala sile dinastije Tang in leta 676 dosegla popolno združitev polotoka.

### Upadanje moči kraljestva Sila, razvoj lokalnih mogotcev in združitev pod novo dinastijo Gorjo
V poznem 8. stoletju je bila Sila že močno decentralizirana, saj so se lokalni aristokrati že spopadali med seboj za nasledstvo, najnižje rangirani aristokrati so želeli več pravic, ki jim jih strog upravni sistem ni dal, pojavile pa so se tudi vplivne družine, katerih moč je vseskozi rasla. Ker je bilo razbojništvo na morju zelo razširjeno so ustanavljali vojaške utrdbe v provincah, med njimi je najbolj bila aktivna utrdba Čonge, pod vodstvom Jang Bogoja, ki je imel vojsko preko 10.000 vojakov in je praktično monopoliziral trgovino med Korejo in Japonsko. Medtem so lokalni mogotci vzpostavili nadzor nad vojaškimi, upravnimi in gospodarskimi zadevami, ter dodatno obdavčili ostalo prebivalstvo. To prebivalstvo je bilo sedaj obdavčeno dvojno in sicer s strani osrednje vlade in lokalnih mogotcev. Gjeon Hvon in Gung Je sta v letih 892 in 901 ustanovila pozni Pekče in Gogurjo. Ti dve državi sta skupaj z Silo predstavljali poznejša Tri kraljestva.
Gungje, ki je ustanovil pozni Gogurjo je bil član družine Sila, je izgubil podporo med svojim ljudstvom, ko je okrepil svojo vlado. Leta 918 ga je zamenjal Vang Geon, lokalni vodja iz Songaka, ki je ustanovil državo Gorjo. Država je podedovala značilnosti države Gogurjo, njena prestolnica pa je bila v mestu Songak. Leta 935 je bila v Gorjo vključena združena Sila, leta 936 pa še pozni Pekče. Koreja je bila ponovno združena v eni sami državi.
Gorjo je sprejel konfucianizem pod vplivom dinastije Song na Kitajskem in ustanovil svoj izobraževalni sistem z ustanovitvijo šole Gukjagam (korejsko 국자감 Gukjagam, hanja 國子監). V tem času lahko rečemo, da je prišlo do delnega sožitja Koreje z drugimi religijami kar se kaže v sprejemanju cele vrste tujih obredov. Pomembno vlogo v dinastiji je igral tudi budizem. Izejmno je bila razvita trgovina, predvsem z dinastijo Song na Kitajskem, pa tudi s Srednjo Azijo, Arabskim svetom, Jugovzhodno Azijo in Japonsko. Trgovina je predstavljala uvoz svile in zdravilnih zelišč, iz Arabije uvoz draguljev, slonovine in jantarja, medtem pa je izvoz predstavljal konopljino blago in ginseng.
Zaradi sožitja se je rodila čudovita kultura, ki je pomenila tudi prehod iz imena Gorjo v današnje ime Koreja. Nastala je Tripitaka Koreana(korejsko 팔만 대장경 Palman Daejanggyeong, hanja 八萬 大藏經), ki pomeni zbirka budističnih svetih spisov in je napisana na 81.258 lesenih blokih na katere so natisnjeni spisi. Ta spis pomeni tudi vrhunski dosežek na področju tiskarstva na lesene bloke. Drug tiskarski dosežek pa je knjiga Jikji (korejsko 백운화상초록불조직지심체요절 Baegun hwasang chorok buljo jikji simche yojeol, hanja 白雲和尙抄錄佛祖直指心體要節) ali Antologija velikih budističnih menihov in naukov Zen Budizma. Ta antologija je bila natisnjena leta 1377 na papir s kovinskimi tiskarskimi črkami skoraj 80 let pred Johannesom Gutenbergom.

#### Vpadi Mongolov in vojne z Mongoli
V 13. stoletju med leti 1231 in 1259 Mongoli napadejo Korejo kar sedemkrat, zato je Gorjo primoran premakniti svojo prestolnico v mesto Ganghva (danes otok Ganghvado). Leta 1259 je bil dokončno sklenjen mir po katerem je morala dinastija Juan sprejeti šest pogojev dinastije Gorjo, umakniti vse čete iz Korejskega polotoka in omogočiti nadaljnji razvoj Gorjo. Kljub temu je obstajala skupina vojakov Sambjeolčo (korejsko 삼별초 Sambyeolcho, hanja 三別抄), ki je še vedno nadaljevala boj proti Mongolom, takrat največji svetovni sili. Boji so se končali v letu 1273. Koreja je tokrat doživela močno opustošenje z velikim številom mrtvih ljudi, medtem so Mongoli uničili veliko dragocenih spomenikov in nepremične kulturne dediščine (npr. pagoda Hvangnjongsa 황룡사).

### Dinastija Čoson
Dinastija Čoson je najdlje trajajoča dinastija v Korejski zgodovini od leta 1392 do leta 1910, ko se je zgodila Japonska aneksija Korejskega polotoka. Vladarji dinastije Čoson se imenujejo tudi vladarji dinastije Ji, ki je imela tesne vezi z kitajsko dinastijo Ming.
Dinastija Gorjo je proti koncu 14. stoletja zašla v notranjo in zunanjo krizo, saj so se upirali uporni rdeči turbani, pirati Vako, pojavljali pa so se tudi boji za oblast med plemstvom. Takratni general Ji Song-gje iz dinastije Gorjo se je uspešno boril proti napadalcem in se tako povzpel po vojaških stopnjah. Nato je strmoglavil zadnjega kralja dinastije in sam leta 1392 ustanovil novo dinastijo Čoson z glavnim mestom v Hanjangu (današnjem Seulu), ker je imelo ugodno lego glede na Feng šuj. Kot prvi kralj dinastije se je imenoval Tejo iz dinastije Čoson. V svoji novi prestolnici Hanjang je najprej odredil gradnjo palače Gjeongbokgung in svetišča Jongmjo, dati je dal tudi zgraditi nove ceste in tržnice. Praktično skozi Hanjang teče velika reka Hangang, ki je sedaj omogočala dostop do prestolnice tudi po morju in nato reki. 
Tretji kralj in sin ustanovitelja dinastije kralj Tejong je stabiliziral centralni in upravni sistem. Pod njim je država dobila modernejšo podobo, saj je izvedel prvi popis prebivalstva in uvedel sistem hope (identifikacijske oznake, ki so jih nosili Korejci v času dinastije Čoson, beležile so podatke o datumu in kraju rojstva, statusu in prebivališču). Prav tako je ustanovil šest ministrstev, ki so direktno poročala kralju. 
Četrti kralj po vrsti je bil kralj Sejong, sin kralja Tejonga. Slednji je uspel vladati dobi, ki je imela politično, socialno in kulturno blagostanje. Sejong je ustanovil raziskovalno institucijo tako imenovano Dvorano zaslužnih (korejsko 집현전 Jiphyeonjeon, hanja 集賢殿) kjer so učenjaki močne in učinkovite politike. 
Kralj Sejong je leta 1443 ustvaril hangul tako imenovano korejsko abecedo, ki je bila leta 1446 proglašena kot uraden sistem pisanja v korejščini. Oblike, ki predstavljajo abecedo so bile zasnovane na podlagi oblik, ki jih ustvari človeški vokalni aparat med izgovorjavo posameznih glasov. Ker je to eden najbolj preprostih sistemov za učenje na svetu je močno izboljšal komunikacijo med ljudmi in vlado.

#### Razvoj v znanosti in tehnologiji in razvoj rokodelskih sposobnosti, ljudski običaji
V zgodnjem obdobju dinastije Čoson so razvili jagjongnu (vodna ura), angbuilgu (sončna ura) in hončonui (armilarna sfera). Korejci so bili med prvimi, ki so izdelali napravo za merjenje dežnih padavin, napravo za zemljemerstvo in izdelavo zemljevidov. Na podlagi različice iz dinastije Gogurjo so izdelali tudi zvezdno karto Čeonsang jeolča bunja jido (korejsko 천상열차분야지도, hanja 天象列次分野之圖). Napredek so tudi dosegli na področju medicine o katerem priča knjiga Hyangyak jipseongbang ali kompilacija domačih receptov za varovanje človeškega zdravja - tradicionalna korejska medicina. Kralj Sejong je tudi na podlagi islamskega koledarja in kitajskega koledarja izdelal astronomski koledar Čiljeongsan, ki pomeni kalkulacijo gibanj sedmih nebesnih vej.
Keramika iz obdobja dinastije je zagotovo najbolj reprezentativno delo in se je pogosto uporabljalo v kraljevih dvorih in vladnih uradih. Svoj vrh je tovrstno rokodelstvo doseglo v 16. stoletju, ko je prevladal bel porcelan s tradicijami iz obdobja Gorjo.
Ker se je v poznem obdobju dinastije Čoson začel še večji razvoj in so ljudje živeli v splošnem blagostanju so se posledično tudi začeli zabavati. Zelo so se razširile zgodbe napisane v preprostem jeziku in pisavi hangul, namesto zapletenih v kitajskih pismenkah. V literaturi se je razvil Pansori (korejsko 판소리) ali glasbeno pripovedovanje zgodb, pa tudi plesi v maskah, ki so se razvili v ljudsko kulturo. V 19. stoletju je Sin Jae-hyo (korejsko 신재효, hanja 申在孝) reformiral zgodbe pansori v pansori saseol, danes znane kot pet madang pansori. Razvila se je tudi drama tallori in sandaenori (korejsko 하회별신굿탈놀이 Hahoe Byeolsingut Tallori).

### Konec 19. stoletja v dinastiji Čoson in japonska aneksija Koreje
V 19. stoletju so evropske sile že prodrle v Azijo in prisilile kitajsko dinastijo Čing v pol-tributarni odnos. V istem trenutku se je razvijala tudi Japonska pod obnovo Meidži. Evropski interesi so dosegli tudi Korejo, a sta tamkajšnje prebivalstvo in vlada tovrstne napredne ideje zavrgli. Leta 1866 in 1871 sta zato z mornarico napadli Korejo Amerika in Francija. Pritisk je nadaljevala Japonska leta 1875, ki je s svojo ladjo Unyo Maru (japonsko 雲揚 Un'yō) in zavzela otoka Ganghvado in Jeongjongdo in tako zahtevala, da dinastija odpre svoja vrata za tuje trgovske misije. Posledično je morala dinastija podpisati neeankopravne dogovore kot je na primer sporazum Ganghwa iz leta 1876. Čoson ni zdržal nadaljnjih pritiskov, zato je leta 1897 spremenil svoje ime v Korejsko cesarstvo (korejsko 대한제국 Daehan Jeguk, hanja 大韓帝國), uvedel reforme in politiko odprtih vrat. Japonska je v tem času že zmagovala proti Rusiji in dinastiji Čing in končno leta 1910 aneksirala tudi Korejo.
V času kolonialne odvisnosti so Japonci Korejcem prepovedali uporabo korejščine in jim celo zapovedali spremembo imen v takrat popularna japonska imena. Korejci na drugi strani so se organizirali v uporniška gibanja (Skupina za restavriranje dinastije Čoson, Korpusi za nacionalno osvoboditev Koreje), ustanavljali pa so jih tudi na Kitajskem in v Ameriki in vodili sorazmerno mirne demonstracije. Marca 1919 so razglasili neodvisnost od Japonske in sprožili spontane demonstracije z gesli Naj živi korejska neodvisnost. Demonstracije so se razširile tudi na Kitajsko, Sibirijo, Evropo, Ameriko in celo na Japonsko. Začasna vlada povezana z gibanjem 1. marca je bila ustanovljena v Šanghaju. Ta vlada je bila prva korejska demokratična republikanska vlada z moderno ustavo in političnim sistemom delitve na tri oblasti (izvršilna, zakonodajna in sodna). Korejci pa so tudi sprožili oborožene spopade z Japonci in junija 1920 v bitki pri Fengvudongu (korejsko 봉오동 전투, hanja 鳳梧洞戰鬪) v kitajski provinci Džilin močno premagali japonsko vojsko. Leta 1940 je začasna vlada organizirala svoje oborožene enote v mestu Čongčing na Kitajskem in jih razpršila po Mandžuriji. Še v istem trenutku je začasna vlada sprožila vojno proti Japonski in pridružila svoje enote k zavezniškim silam v Indiji in Mjanmaru in nekaterim mlajšim Korejcem celo omogočila trening z ameriškimi silami. 15. avgusta 1945 so Korejci končno doživeli svojo osvoboditev izpod japonske nadoblasti zaradi kapitulacije Japonske na Pacifiku.

### Trnova pot v demokratično republiko
Pred koncem druge svetovne vojne je Sovjetska zveza premagala Japonsko in začela okupacijo Korejskega polotoka do 38. vzporednika. S podporo Sovjetov se je na severnem delu polotoka vzpostavil komunistični režim v okviru Demokratične ljudske republike Koreje. V spor so bile močno vpletene tako Združene države Amerike kot tudi Sovjetska zveza. V kasnejšem delu vojne je bila vpletena tudi Ljudska republika Kitajska.
V letu 1948 so se v Južni Koreji zgodili prvi demokratični postopki ali volitve v katerih so Korejci izbirali 198 poslancev za državni zbor, ki je še istega leta sprejel novo ustavo in predsednika Rhe Singmana. Združeni narodi so priznali Republiko Korejo kot edino uradno tvorbo na Korejskem polotoku. Na drugi strani volitve pod nadzorom slednje organizacije niso bile možne zaradi Sovjetske zveze.

#### Korejska vojna
Vojna se je začela 25. junija 1950, ko je Severna Koreja napadla Južno z namenom združitve Korejskega polotoka pod enotnim Severnokorejskim komunističnim režimom. Ameriški predsednik Harry S. Truman je nemudoma aktiviral sile Združenih narodov, saj je pričakoval vpletanje Sovjetske zveze in Ljudske republike Kitajske. Generalni poveljnik enot na Korejskem polotoku je postal Douglas MacArthur. 
Situacija na bojnem polju se je ves čas spreminjala, ko so ene sile močno napredovale na sovražno območje in obratno. Severna Koreja je na eni točki celo izrinila Južno Korejo na majhno ozemlje okoli Pusana. Septembra 1950 je nato general MacArthur presenetil komunistične sile z izkrcanjem v Inčonu in tako obvaroval demokratično vlado na polotoku. Mesec kasneje so želeli Združeni narodi pridobiti dovoljenje ZDA, da se sile pomikajo tudi severno od 38. vzporednika, da bi zagotovili demokratično združitev na polotoku pod Republiko Korejo. Sile ZN so potisnile Severno Korejo ob reko Jalu, nakar je Kitajska mobilizirala svoje vojake. Po teh dogodkih je vojna bila bolj ali manj v pat položaju.
Tri leta kasneje, 27. julija 1953 je bila sprejeta prekinitev ognja med vsemi deležniki oziroma njihovimi vojaškimi poveljniki. Avgusta leta 1953 je bil sprejet tudi v generalni skupščini ZN. Ta mirovni sporazum je pomenil prekinitev ognja, medtem pa so leta 1954 v Ženevi, Švica še gostili mirovne pogovore a brez podpisa kakršnegakoli mirovnega sporazuma, zato lahko rečemo, da je Korejski polotok danes še vedno v vojnem stanju.
Edini sprejeti predlog v povezavi s Korejsko vojno je bila vzpostavitev vojaše razmejitvene črte (DMZ) in umik obojnih sil dva kilometra od meje, medtem ko se v štiri kilometrskem odseku vzpostavi že omenjena DMZ.

## Sodobna zgodovina Koreje po Korejski vojni
Obe državi na Korejskem polotoku sta bili po treh letih vojne izmučeni in osiromašeni. Številke umrlih so katastrofalne, saj naj bi po podatkih umrlo več kot 2 milijona ljudi. Prebivalstvo je bilo pred Korejsko vojno že precej revno. 
V začetnih 10 letih po vojni je Severna Koreja nenadno doživela vzpon in razvoj, medtem ko je Južna Koreja doživljala slabo gospodarsko rast, korupcijo in je bila močno odvisna od denarne pomoči Združenih narodov. Rhee Syngman s svojo stranko ni bil sposoben Južno Korejo postaviti na pravo pot in se niti ni odpovedal podkupovanju. Režim je z vsakim letom izgubljal podporo, zato so leta 1958 sprejeli Državni varnostni sporazum, ki je režimu dovoljeval izjemno velike pravice v utišanju kritikov in celo njihovo usmrtitev. V letu 1960 je Rhee nastopil svoj četrti mandat, nakar so se uprli študentje v tako imenovani Aprilski revoluciji. V letu 1960 so sprejeli novo ustavo in Drugo republiko. Vlada te republike ni bila uspešna, saj so jo zaznamovale stavke, visoka inflacija in ponavljajoči upori zaradi česar vlada ni bila sposobna vzpostaviti mir.
V letu 1961 se je zgodila sprememba, ko je oblast v državnem udaru prevzel Park Chung-hee. Ta vlada pomeni začetek Korejskega čudeža ali Čudeža na reki Han. Park je izvedel vrsto ukrepov, ki jih je označil za potrebne v boju proti komunistom: držal je delno demokracijo z omejevanjem osebne svobode, zatiral je medije in opozicijske stranke, ves čas pa je tudi držal monopol nad sodnim sistemom in nad šolstvom (posebej univerzami). Prav tako je na novo organiziral Korejsko centralno obveščevalno agencijo (KCIA; Korean Central Intelligence Agency; korejsko 국가정보원 Gugajongbovon). Leta 1972 je Park uveljavil še šeriatsko pravo v državi, kar je bil temelj vzpostavitvi represivnega avtoritarnega državnega sistema pod okriljem poziva Jušin (Obnovitvena reforma). V istem času je bila sprejeta tudi nova ustava, ki je dajala Parku ogromna pooblastila in pravice, a leta 1979 je šel predaleč, ko je iz Državnega zbora izključil izjemno popularnega opozicijskega voditelja Kim Jung-Sama (korejsko 김영삼 Gim Yeongsam). Posledično so se začeli po Republiki dogajati protesti, ki so zahtevali odstop Park Chung-heeja. Še istega leta se je nanj zgodil atentat v katerem je umrl. Izvedel ga je njegov 'dolgoletni prijatelj' in vodja tajne obveščevalne službe Kim Jae-kyu (korejsko 김재규 Gim Jaegyu).

### Korejska pop kultura
Korejski pop je začel nastajati v 1990-ih, ko je leta 1992 skupina Seo Taiji and Boys nastopila s pesmijo Nan Arayo (Vem). Nastop je temeljil na zmesi ameriške plesne glasbe, hip-hopa, rocka in rapa. K-pop je neke vrste nadaljevanje kulture Hallyu, ki predstavlja korejske televizijske drame in oddaje, ki so v 1990-ih postale popularne na Kitajskem, Japonskem in v Vietnamu. K-pop se je nato razširil iz te Vzhodnoazijske regije v večja mesta sveta kot so Los Angeles, Pariz in Rim. K-pop lahko tretiramo, da je svoj uspeh zgradil na podlagi uspešnosti dram Hallyu, preko filmske glasbe v njih. K-pop je viden tudi v sklopu širšega kulturnega premika k digitalizaciji in razvoju korejskih zabavnih vsebin po svetu.
Ker je K-pop mešanica različnih žanrov, zato pritegne kar najširši krog gledalcev. Gre se za višjo obliko zabave, ki je mešanica pripovedništva, koreografije in mode. Na takšen način ta industrija deluje že od začetka leta 2000 in tako povzroča pri gledalcih vizualno privlačnost. Najpopularnejša K-pop skupina dandanes je BTS (glasbena skupina). Ustanovljeni so bili leta 2005 s strani podjetja Big Hit entertainment. Skupina je sodelovala tudi z UNICEFOM s kampanjo Love Myself (Ljubi sebe), ki je skušala financirati socialne programe za boj proti nasilju nad otroci in mladostniki. Korejski predsednik Moon Jae-In je imenoval skupino kot posebno predsedniško odposlanstvo za kulturo in prihodnje generacije. V sklopu kampanje so nagovorili tudi Generalno skupščino ZN v New Yorku.

## Naravne in kulturne znamenitosti
- Gumjongsan - gorska trdnjava severno od Pusana, zgrajena  1703–1807, obdana s 17 km dolgim obzidjem. V bližini je budistični tempelj Bomosa iz leta 678, obnovljen 1713 s pagodo.
- Dolmeni v Gočangu, Hvasunu in na Ganghvu - megalitski grobovi (dolmeni) iz 3.–2. stol. pr. n. št.; Unescova svetovna dediščina
- Gjongdžu - prestolnica kraljestva Sila; središče narodnega parka s svetišči. gomilnimi grobovi vladarjev; Unescova svetovna dediščina
- Tempelj Haeinsa in Narodnia park Gajasan; Unescova svetovna dediščina
- Čedžu vulkanski otok v Korejskem prelivu; vulkanska pokrajina, lavne cevi, stare vaške hiše; Unescova svetovna dediščina
- Narodni park Odesan z budističnim samostanom in devetnadstropno pagodo Voljongsa iz leta 654
- Panmundžom - vas na razmejitveni črti med Korejama, kjer so leta 1953 podpisali premirje.
- Narodni park Soraksan z budističnim svetiščem Sinhungsa (7. stoletje) in slapom Desung (88 m)
- Seul z nekdanjo kraljevo palačo, muzeji, svetišči, trdnjavo; Unescova svetovna dediščina
- Narodni park Sobeksan z budističnim scetiščem Busoksa iz leta 676
- Narodni park Songnisan z budističnim samostanom Bopjusa (ustanovljen 553) s 33 m visokim bronastim kipom Bude
- Tongdosa - največji budistični tempelj v Koreji ustanovljen leta 646